# دوناتا أوغسطس
دوناتا أوغوستو نيستور دا سيلفا (بالبرتغالية: Dhonata Augusto Nestor da Silva‏)، ولد في 11 نوفمبر 1996 في دوق دي كاكسياس، هو ممثل برازيلي.
وُلِد أوغستو في حي سانتا كروز دا سيرا في دوق دي كاكسياس، في منطقة بايكسادا فلومينينسي في ريو دي جانيرو، لكنه نشأ في مورو دو فيديغال. كان هناك أنه في عام 2007، في سن الحادية عشرة، أقنعته والدته بالقيام بتجربة أداء للانضمام إلى فرقة المسرح نحن من مورو. اجتاز دوناتا الاختبار، وأصبحت الفرقة المسرحية بقيادة الأستاذ جوتي منزله الثاني. في عام 2012 قام بأول دور له على شاشة التلفزيون حيث أعطى الحياة لشخصية "جيرالدينهو" في مسلسل الضواحي، من ريدي جلوبو.
بعد عدة أعمال في السينما والتلفزيون، تم اختياره من بين 580 ممثلًا من ولايات برازيلية مختلفة ليكون أحد أبطال الموسم الجديد من قلوب شابة - حياة البرازيلية، المقرر عرضه لأول مرة في النصف الأول من عام 2018.
إلى جانب التمثيل، يعد أوغوستو أيضًا جزءًا من مجموعة موسيقية تسمى عزمات فلينز. إنها عمليا باركور ورياضات جري مجانية.

## روابط خارجية
- دوناتا أوغسطس في قاعدة بيانات الأفلام على الإنترنت
- دوناتا أوغسطس على إنستغرام